# Dyment Island
Dyment Island ist eine kleine Insel vor der Walgreen-Küste des westantarktischen Marie-Byrd-Lands. Sie liegt 8 km südwestlich der McKinzie-Inseln im zentralen Abschnitt der Cranton Bay.
Der United States Geological Survey kartierte sie anhand eigener Vermessungen und Luftaufnahmen der United States Navy aus den Jahren von 1960 bis 1966. Das Advisory Committee on Antarctic Names benannte sie 1968 nach Donald I. Dyment (1936–2005), Koch auf der Byrd-Station im Jahr 1967.